# Caleufú
Caleufú é um município da província de La Pampa, na Argentina.